# SN 1997N
SN 1997N – supernowa typu Ia odkryta 5 stycznia 1997 roku w galaktyce A082350+0328. Jej maksymalna jasność wynosiła 20,19m.